# 郡川 (八尾市)
郡川（こおりがわ）は、大阪府八尾市の地名。現行行政地名は郡川一丁目から郡川六丁目と大字郡川。住居表示は未実施。

## 歴史
令制国一覧 > 畿内 > 河内国 > 高安郡 > 郡川村
当地内の東高野街道を挟んで墳丘長50m級の前方後円墳2基（郡川西塚古墳、郡川東塚古墳）があったが、前者は農地開墾で墳丘が崩れ、後者は住宅地造成で現存しない。郡川惣池の少し北東に高麗寺の遺跡があり、白鳳時代の古瓦が出土している。
正保郷帳の写しとされる河内国一国村高控帳では服部川村に含まれており、後の寛文朱印留に村名が確認できる。分村後の元文2年時点の石高は404石余。江戸時代以降、幾度か支配者が変わり、寛文9年に淀藩領となり幕末に至っている。明治以降の市町村制施行で中高安村の大字となる。昭和47年の現住所表記施行時に西側の一部が東山本新町の一部、高安町北の一部となる。

## 地理
町域の西は大阪外環状線沿いまで、東は高安山頂近く高安山駅周辺までで東西に細長い。奈良県境との間に大字教興寺域が割り込んでいる。
高安山から流れる恩智川支流の郡川に沿ってできた旧集落が東高野街道と近鉄信貴線の間にある。川は集落内では暗渠となっている。集落南を府道東高安停車場線が通っている。

## 世帯数と人口
2020年（令和2年）3月31日現在（八尾市発表）の世帯数と人口は以下の通りである。
| 大字・丁目 | 世帯数  | 人口    |
| ---------- | ------- | ------- |
| 郡川       | 0世帯   | 0人     |
| 郡川一丁目 | 5世帯   | 12人    |
| 郡川二丁目 | 68世帯  | 126人   |
| 郡川三丁目 | 50世帯  | 129人   |
| 郡川四丁目 | 194世帯 | 424人   |
| 郡川五丁目 | 211世帯 | 409人   |
| 郡川六丁目 | 84世帯  | 177人   |
| 計         | 612世帯 | 1,277人 |

### 人口の変遷
国勢調査による人口の推移。
| 1995年（平成7年）  | 1,463人 | [ 5 ] |  |
| 2000年（平成12年） | 1,508人 | [ 6 ] |  |
| 2005年（平成17年） | 1,616人 | [ 7 ] |  |
| 2010年（平成22年） | 1,517人 | [ 8 ] |  |
| 2015年（平成27年） | 1,419人 | [ 9 ] |  |

### 世帯数の変遷
国勢調査による世帯数の推移。
| 1995年（平成7年）  | 464世帯 | [ 5 ] |  |
| 2000年（平成12年） | 515世帯 | [ 6 ] |  |
| 2005年（平成17年） | 541世帯 | [ 7 ] |  |
| 2010年（平成22年） | 520世帯 | [ 8 ] |  |
| 2015年（平成27年） | 501世帯 | [ 9 ] |  |

## 学区
市立小・中学校に通う場合、学区は以下の通りとなる（2020年5月時点）。
| 大字・丁目 | 番   | 小学校             | 中学校             |
| ---------- | ---- | ------------------ | ------------------ |
| 郡川       | 全域 | 八尾市立高安小学校 | 八尾市立高安中学校 |
| 郡川一丁目 | 全域 | 八尾市立高安小学校 | 八尾市立高安中学校 |
| 郡川二丁目 | 全域 | 八尾市立高安小学校 | 八尾市立高安中学校 |
| 郡川三丁目 | 全域 | 八尾市立高安小学校 | 八尾市立高安中学校 |
| 郡川四丁目 | 全域 | 八尾市立高安小学校 | 八尾市立高安中学校 |
| 郡川五丁目 | 全域 | 八尾市立高安小学校 | 八尾市立高安中学校 |
| 郡川六丁目 | 全域 | 八尾市立高安小学校 | 八尾市立高安中学校 |

## 事業所
2016年（平成28年）現在の経済センサス調査による事業所数と従業員数は以下の通りである。
| 大字・丁目         | 事業所数 | 従業員数 |
| ------------------ | -------- | -------- |
| 郡川               | 4事業所  | 94人     |
| 郡川一丁目         | 10事業所 | 138人    |
| 郡川二丁目         | 7事業所  | 176人    |
| 郡川三丁目         | 7事業所  | 47人     |
| 郡川四丁目・五丁目 | 13事業所 | 35人     |
| 計                 | 41事業所 | 490人    |

## 施設
- ホームセンターコーナンFC外環八尾山本店（1丁目）
- 法蔵寺（6丁目） - 曹洞宗の寺院で、山号は大覚山。
  - 高安古墳群で石室内部の広さが最大級とされている開山塚古墳（郡川1号墳）が境内にある。

## 交通
- 近鉄高安山駅（大字郡川）

## その他

### 日本郵便
- 郵便番号 : 581-0872[2]（集配局：八尾郵便局[12]）。